# Pupalia subfusca
Pupalia subfusca är en amarantväxtart som beskrevs av Horace Bénédict Alfred Moquin-Tandon. Pupalia subfusca ingår i släktet Pupalia och familjen amarantväxter. Inga underarter finns listade i Catalogue of Life.